# 阿寒に果つ
『阿寒に果つ』（あかんにはつ）は、渡辺淳一の小説。『婦人公論』の1971年7月号から1972年12月号にかけて連載された。同作を原作とした映画が1975年に東宝で製作されている。

## 概要
著者の渡辺淳一によれば、時任純子は札幌南高校時代の同級生で天才少女画家と呼ばれた加清純子がモデルであり、私小説的な側面を持つ。

## ストーリー
天才少女画家と呼ばれた時任純子が北海道阿寒湖で自殺してから20年。作家となった「私」はかつて純子と関係のあった5人の男性に会い、純子の死の真相を探ろうとする。

## 映画化
1975年6月21日に東宝系で公開された。監督は渡辺邦彦。
映画の製作決定は1974年秋。山口百恵の主演映画として企画されたが、裸体シーンなどの問題点があり山口のOKが取れず。急ぎ主演女優を選考し、映画やテレビドラマで主役経験のある6人、もしくは7人の女優が、田中収東宝プロデューサーに自ら売り込みをかけ、最終選考の中から強く主演を望んだ五十嵐じゅんが抜擢された、と書かれたものと、五十嵐が原作を読んで渡辺淳一に「映画かテレビドラマになる時は私をヒロインにして欲しい」とファンレターを送っていて、渡辺が田中プロデューサーに五十嵐を推薦し、田中が五十嵐に会い即座にヒロインに決めた、と書かれたものがある。五十嵐のヒロイン決定は1975年1月17日。

### キャスト
- 時任純子：五十嵐じゅん（現・淳子）
- 田辺俊一：三浦友和
- 浦部雄策：福田善之
- 村木浩司：大出俊
- 殿村知之：地井武男
- 時任蘭子：二宮さよ子
- 脇田：長沢大
- 女生徒：関根世津子
- 看守：広瀬正一

### スタッフ
- 監督：渡辺邦彦
- 製作：田中収、森岡道夫
- 脚本：石森史郎、岡田正代
- 原作：渡辺淳一（中央公論社）
- 撮影：木村大作
- 照明：佐藤幸次郎
- 音楽：眞鍋理一郎
- 録音：伴利也
- 編集：小川信夫
- 助監督：奈良正博
- スチール：石月美穂

### 製作
五十嵐じゅんは1973年4月に正式に芸能界を引退していたが、本作のヒロインを演じたい一心で芸能界に復帰してきただけに、「これ1本で女優生活に終止符を打ってもいい」と強い決意を見せ、「ラブシーンもたくさんあるようですが、監督さんのおっしゃるようにやります。これ1本で倒れてもいい」などと話した。キスシーン、全裸シーンもありの体当たり演技を見せる。

#### 撮影
1975年2月初めから雪の北海道阿寒湖を中心に3週間ロケが行われた。

### 同時上映
『アフリカの光』
- 東宝・渡辺企画提携作品。監督：神代辰巳。主演：萩原健一、田中邦衛、桃井かおり、高橋洋子、藤竜也。
- 五十嵐がヒロインに決定した1975年1月17日時点では、1975年4月5日から『雨のアムステルダム』との併映と発表されていた[14]。

### 興行成績
興行成績は振るわなかったとされる。VHSテープは1988年に東宝から発売(B000064SOT)、DVDやBDの発売は2019年9月時点で確認できない。